# Francis Wurtz

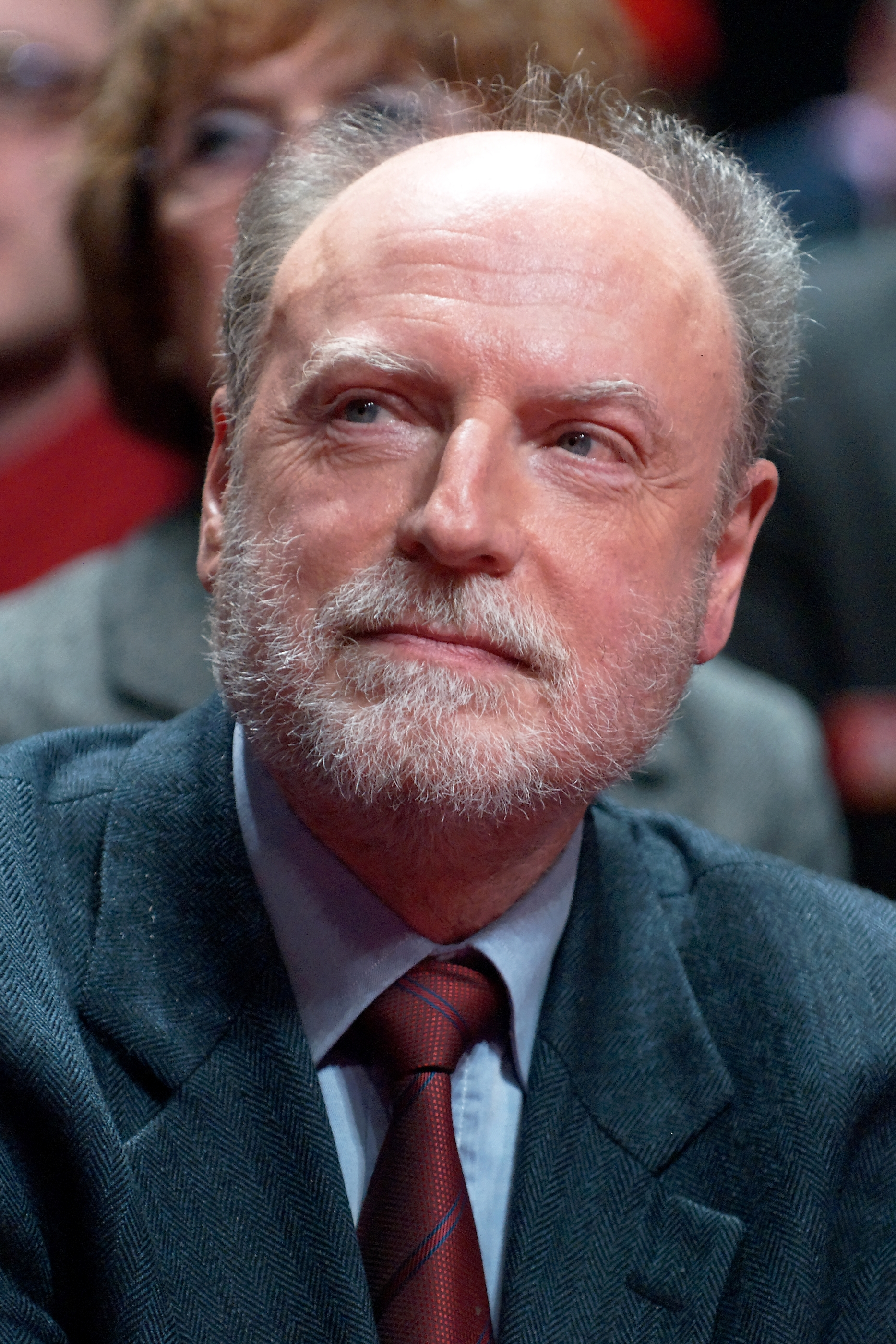
Francis Wurtz, 2009

Francis Wurtz (n. 3 ianuarie 1948, Strasbourg) este un om politic francez, membru al Parlamentului European în perioada 1979-2004 din partea Franței. 